# Pallosaari (ö i Birkaland, Tammerfors)
Pallosaari är en ö i Finland. Den ligger i sjön Näsijärvi och i kommunen Ylöjärvi i den ekonomiska regionen Tammerfors och landskapet Birkaland, i den södra delen av landet, 170 km norr om huvudstaden Helsingfors. Öns area är 7,9 hektar och dess största längd är 410 meter i öst-västlig riktning.